# Умнова тема
Тема Умнова — тема в шаховій композиції в триходовому жанрі. Суть теми — парадоксальна тактична комбінація з ходом білої фігури на поле, яке щойно покинула чорна фігура, причому тематичними фігурами не можуть бути як білі, так і чорні пішаки.

## Історія
Тему запропонував e 1938 році російський шаховий композитор Євгеній Іванович Умнов (11.02.1913 — 22.07.1989).
Після першого ходу виникає загроза і чорна фігура, захищаючись від загрози, покидає тематичне поле. Білі, для досягнення мети, йдуть на це тематичне поле, яке покинула чорна фігура, по суті жертвують свою фігуру, якщо чорні приймають жертву, виникає мат. Тематичними фігурами не можуть бути пішаки, як білі так і чорні, інакше пропадає ефект парадоксальності задуму: чорний пішак не може забрати білу фігуру, яка прийде на поле, яке він покинув; білий пішак, через специфіку своїх ходів, також не може в хибному сліді чи загрозі забирати тематичну фігуру, а в дійсному рішенні йти по діагоналі на покинуте чорною фігурою поле.
Ідея дістала назву — тема Умнова.
|   | a | b | c | d | e | f | g | h |   |
| 8 | c8 білий король · a7 чорний пішак · c7 чорний пішак · d7 білий слон · h7 чорний пішак · d6 чорний король · e6 чорний пішак · f6 чорний слон · g6 білий пішак · b5 чорний кінь · c5 чорний кінь · d5 білий пішак · d4 білий пішак · g4 білий кінь · b3 чорний слон · c3 білий слон · e3 чорний пішак · h3 чорна тура · c2 біла тура · d1 біла тура · f1 білий ферзь | c8 білий король · a7 чорний пішак · c7 чорний пішак · d7 білий слон · h7 чорний пішак · d6 чорний король · e6 чорний пішак · f6 чорний слон · g6 білий пішак · b5 чорний кінь · c5 чорний кінь · d5 білий пішак · d4 білий пішак · g4 білий кінь · b3 чорний слон · c3 білий слон · e3 чорний пішак · h3 чорна тура · c2 біла тура · d1 біла тура · f1 білий ферзь | c8 білий король · a7 чорний пішак · c7 чорний пішак · d7 білий слон · h7 чорний пішак · d6 чорний король · e6 чорний пішак · f6 чорний слон · g6 білий пішак · b5 чорний кінь · c5 чорний кінь · d5 білий пішак · d4 білий пішак · g4 білий кінь · b3 чорний слон · c3 білий слон · e3 чорний пішак · h3 чорна тура · c2 біла тура · d1 біла тура · f1 білий ферзь | c8 білий король · a7 чорний пішак · c7 чорний пішак · d7 білий слон · h7 чорний пішак · d6 чорний король · e6 чорний пішак · f6 чорний слон · g6 білий пішак · b5 чорний кінь · c5 чорний кінь · d5 білий пішак · d4 білий пішак · g4 білий кінь · b3 чорний слон · c3 білий слон · e3 чорний пішак · h3 чорна тура · c2 біла тура · d1 біла тура · f1 білий ферзь | c8 білий король · a7 чорний пішак · c7 чорний пішак · d7 білий слон · h7 чорний пішак · d6 чорний король · e6 чорний пішак · f6 чорний слон · g6 білий пішак · b5 чорний кінь · c5 чорний кінь · d5 білий пішак · d4 білий пішак · g4 білий кінь · b3 чорний слон · c3 білий слон · e3 чорний пішак · h3 чорна тура · c2 біла тура · d1 біла тура · f1 білий ферзь | c8 білий король · a7 чорний пішак · c7 чорний пішак · d7 білий слон · h7 чорний пішак · d6 чорний король · e6 чорний пішак · f6 чорний слон · g6 білий пішак · b5 чорний кінь · c5 чорний кінь · d5 білий пішак · d4 білий пішак · g4 білий кінь · b3 чорний слон · c3 білий слон · e3 чорний пішак · h3 чорна тура · c2 біла тура · d1 біла тура · f1 білий ферзь | c8 білий король · a7 чорний пішак · c7 чорний пішак · d7 білий слон · h7 чорний пішак · d6 чорний король · e6 чорний пішак · f6 чорний слон · g6 білий пішак · b5 чорний кінь · c5 чорний кінь · d5 білий пішак · d4 білий пішак · g4 білий кінь · b3 чорний слон · c3 білий слон · e3 чорний пішак · h3 чорна тура · c2 біла тура · d1 біла тура · f1 білий ферзь | c8 білий король · a7 чорний пішак · c7 чорний пішак · d7 білий слон · h7 чорний пішак · d6 чорний король · e6 чорний пішак · f6 чорний слон · g6 білий пішак · b5 чорний кінь · c5 чорний кінь · d5 білий пішак · d4 білий пішак · g4 білий кінь · b3 чорний слон · c3 білий слон · e3 чорний пішак · h3 чорна тура · c2 біла тура · d1 біла тура · f1 білий ферзь | 8 |
| 7 | c8 білий король · a7 чорний пішак · c7 чорний пішак · d7 білий слон · h7 чорний пішак · d6 чорний король · e6 чорний пішак · f6 чорний слон · g6 білий пішак · b5 чорний кінь · c5 чорний кінь · d5 білий пішак · d4 білий пішак · g4 білий кінь · b3 чорний слон · c3 білий слон · e3 чорний пішак · h3 чорна тура · c2 біла тура · d1 біла тура · f1 білий ферзь | c8 білий король · a7 чорний пішак · c7 чорний пішак · d7 білий слон · h7 чорний пішак · d6 чорний король · e6 чорний пішак · f6 чорний слон · g6 білий пішак · b5 чорний кінь · c5 чорний кінь · d5 білий пішак · d4 білий пішак · g4 білий кінь · b3 чорний слон · c3 білий слон · e3 чорний пішак · h3 чорна тура · c2 біла тура · d1 біла тура · f1 білий ферзь | c8 білий король · a7 чорний пішак · c7 чорний пішак · d7 білий слон · h7 чорний пішак · d6 чорний король · e6 чорний пішак · f6 чорний слон · g6 білий пішак · b5 чорний кінь · c5 чорний кінь · d5 білий пішак · d4 білий пішак · g4 білий кінь · b3 чорний слон · c3 білий слон · e3 чорний пішак · h3 чорна тура · c2 біла тура · d1 біла тура · f1 білий ферзь | c8 білий король · a7 чорний пішак · c7 чорний пішак · d7 білий слон · h7 чорний пішак · d6 чорний король · e6 чорний пішак · f6 чорний слон · g6 білий пішак · b5 чорний кінь · c5 чорний кінь · d5 білий пішак · d4 білий пішак · g4 білий кінь · b3 чорний слон · c3 білий слон · e3 чорний пішак · h3 чорна тура · c2 біла тура · d1 біла тура · f1 білий ферзь | c8 білий король · a7 чорний пішак · c7 чорний пішак · d7 білий слон · h7 чорний пішак · d6 чорний король · e6 чорний пішак · f6 чорний слон · g6 білий пішак · b5 чорний кінь · c5 чорний кінь · d5 білий пішак · d4 білий пішак · g4 білий кінь · b3 чорний слон · c3 білий слон · e3 чорний пішак · h3 чорна тура · c2 біла тура · d1 біла тура · f1 білий ферзь | c8 білий король · a7 чорний пішак · c7 чорний пішак · d7 білий слон · h7 чорний пішак · d6 чорний король · e6 чорний пішак · f6 чорний слон · g6 білий пішак · b5 чорний кінь · c5 чорний кінь · d5 білий пішак · d4 білий пішак · g4 білий кінь · b3 чорний слон · c3 білий слон · e3 чорний пішак · h3 чорна тура · c2 біла тура · d1 біла тура · f1 білий ферзь | c8 білий король · a7 чорний пішак · c7 чорний пішак · d7 білий слон · h7 чорний пішак · d6 чорний король · e6 чорний пішак · f6 чорний слон · g6 білий пішак · b5 чорний кінь · c5 чорний кінь · d5 білий пішак · d4 білий пішак · g4 білий кінь · b3 чорний слон · c3 білий слон · e3 чорний пішак · h3 чорна тура · c2 біла тура · d1 біла тура · f1 білий ферзь | c8 білий король · a7 чорний пішак · c7 чорний пішак · d7 білий слон · h7 чорний пішак · d6 чорний король · e6 чорний пішак · f6 чорний слон · g6 білий пішак · b5 чорний кінь · c5 чорний кінь · d5 білий пішак · d4 білий пішак · g4 білий кінь · b3 чорний слон · c3 білий слон · e3 чорний пішак · h3 чорна тура · c2 біла тура · d1 біла тура · f1 білий ферзь | 7 |
| 6 | c8 білий король · a7 чорний пішак · c7 чорний пішак · d7 білий слон · h7 чорний пішак · d6 чорний король · e6 чорний пішак · f6 чорний слон · g6 білий пішак · b5 чорний кінь · c5 чорний кінь · d5 білий пішак · d4 білий пішак · g4 білий кінь · b3 чорний слон · c3 білий слон · e3 чорний пішак · h3 чорна тура · c2 біла тура · d1 біла тура · f1 білий ферзь | c8 білий король · a7 чорний пішак · c7 чорний пішак · d7 білий слон · h7 чорний пішак · d6 чорний король · e6 чорний пішак · f6 чорний слон · g6 білий пішак · b5 чорний кінь · c5 чорний кінь · d5 білий пішак · d4 білий пішак · g4 білий кінь · b3 чорний слон · c3 білий слон · e3 чорний пішак · h3 чорна тура · c2 біла тура · d1 біла тура · f1 білий ферзь | c8 білий король · a7 чорний пішак · c7 чорний пішак · d7 білий слон · h7 чорний пішак · d6 чорний король · e6 чорний пішак · f6 чорний слон · g6 білий пішак · b5 чорний кінь · c5 чорний кінь · d5 білий пішак · d4 білий пішак · g4 білий кінь · b3 чорний слон · c3 білий слон · e3 чорний пішак · h3 чорна тура · c2 біла тура · d1 біла тура · f1 білий ферзь | c8 білий король · a7 чорний пішак · c7 чорний пішак · d7 білий слон · h7 чорний пішак · d6 чорний король · e6 чорний пішак · f6 чорний слон · g6 білий пішак · b5 чорний кінь · c5 чорний кінь · d5 білий пішак · d4 білий пішак · g4 білий кінь · b3 чорний слон · c3 білий слон · e3 чорний пішак · h3 чорна тура · c2 біла тура · d1 біла тура · f1 білий ферзь | c8 білий король · a7 чорний пішак · c7 чорний пішак · d7 білий слон · h7 чорний пішак · d6 чорний король · e6 чорний пішак · f6 чорний слон · g6 білий пішак · b5 чорний кінь · c5 чорний кінь · d5 білий пішак · d4 білий пішак · g4 білий кінь · b3 чорний слон · c3 білий слон · e3 чорний пішак · h3 чорна тура · c2 біла тура · d1 біла тура · f1 білий ферзь | c8 білий король · a7 чорний пішак · c7 чорний пішак · d7 білий слон · h7 чорний пішак · d6 чорний король · e6 чорний пішак · f6 чорний слон · g6 білий пішак · b5 чорний кінь · c5 чорний кінь · d5 білий пішак · d4 білий пішак · g4 білий кінь · b3 чорний слон · c3 білий слон · e3 чорний пішак · h3 чорна тура · c2 біла тура · d1 біла тура · f1 білий ферзь | c8 білий король · a7 чорний пішак · c7 чорний пішак · d7 білий слон · h7 чорний пішак · d6 чорний король · e6 чорний пішак · f6 чорний слон · g6 білий пішак · b5 чорний кінь · c5 чорний кінь · d5 білий пішак · d4 білий пішак · g4 білий кінь · b3 чорний слон · c3 білий слон · e3 чорний пішак · h3 чорна тура · c2 біла тура · d1 біла тура · f1 білий ферзь | c8 білий король · a7 чорний пішак · c7 чорний пішак · d7 білий слон · h7 чорний пішак · d6 чорний король · e6 чорний пішак · f6 чорний слон · g6 білий пішак · b5 чорний кінь · c5 чорний кінь · d5 білий пішак · d4 білий пішак · g4 білий кінь · b3 чорний слон · c3 білий слон · e3 чорний пішак · h3 чорна тура · c2 біла тура · d1 біла тура · f1 білий ферзь | 6 |
| 5 | c8 білий король · a7 чорний пішак · c7 чорний пішак · d7 білий слон · h7 чорний пішак · d6 чорний король · e6 чорний пішак · f6 чорний слон · g6 білий пішак · b5 чорний кінь · c5 чорний кінь · d5 білий пішак · d4 білий пішак · g4 білий кінь · b3 чорний слон · c3 білий слон · e3 чорний пішак · h3 чорна тура · c2 біла тура · d1 біла тура · f1 білий ферзь | c8 білий король · a7 чорний пішак · c7 чорний пішак · d7 білий слон · h7 чорний пішак · d6 чорний король · e6 чорний пішак · f6 чорний слон · g6 білий пішак · b5 чорний кінь · c5 чорний кінь · d5 білий пішак · d4 білий пішак · g4 білий кінь · b3 чорний слон · c3 білий слон · e3 чорний пішак · h3 чорна тура · c2 біла тура · d1 біла тура · f1 білий ферзь | c8 білий король · a7 чорний пішак · c7 чорний пішак · d7 білий слон · h7 чорний пішак · d6 чорний король · e6 чорний пішак · f6 чорний слон · g6 білий пішак · b5 чорний кінь · c5 чорний кінь · d5 білий пішак · d4 білий пішак · g4 білий кінь · b3 чорний слон · c3 білий слон · e3 чорний пішак · h3 чорна тура · c2 біла тура · d1 біла тура · f1 білий ферзь | c8 білий король · a7 чорний пішак · c7 чорний пішак · d7 білий слон · h7 чорний пішак · d6 чорний король · e6 чорний пішак · f6 чорний слон · g6 білий пішак · b5 чорний кінь · c5 чорний кінь · d5 білий пішак · d4 білий пішак · g4 білий кінь · b3 чорний слон · c3 білий слон · e3 чорний пішак · h3 чорна тура · c2 біла тура · d1 біла тура · f1 білий ферзь | c8 білий король · a7 чорний пішак · c7 чорний пішак · d7 білий слон · h7 чорний пішак · d6 чорний король · e6 чорний пішак · f6 чорний слон · g6 білий пішак · b5 чорний кінь · c5 чорний кінь · d5 білий пішак · d4 білий пішак · g4 білий кінь · b3 чорний слон · c3 білий слон · e3 чорний пішак · h3 чорна тура · c2 біла тура · d1 біла тура · f1 білий ферзь | c8 білий король · a7 чорний пішак · c7 чорний пішак · d7 білий слон · h7 чорний пішак · d6 чорний король · e6 чорний пішак · f6 чорний слон · g6 білий пішак · b5 чорний кінь · c5 чорний кінь · d5 білий пішак · d4 білий пішак · g4 білий кінь · b3 чорний слон · c3 білий слон · e3 чорний пішак · h3 чорна тура · c2 біла тура · d1 біла тура · f1 білий ферзь | c8 білий король · a7 чорний пішак · c7 чорний пішак · d7 білий слон · h7 чорний пішак · d6 чорний король · e6 чорний пішак · f6 чорний слон · g6 білий пішак · b5 чорний кінь · c5 чорний кінь · d5 білий пішак · d4 білий пішак · g4 білий кінь · b3 чорний слон · c3 білий слон · e3 чорний пішак · h3 чорна тура · c2 біла тура · d1 біла тура · f1 білий ферзь | c8 білий король · a7 чорний пішак · c7 чорний пішак · d7 білий слон · h7 чорний пішак · d6 чорний король · e6 чорний пішак · f6 чорний слон · g6 білий пішак · b5 чорний кінь · c5 чорний кінь · d5 білий пішак · d4 білий пішак · g4 білий кінь · b3 чорний слон · c3 білий слон · e3 чорний пішак · h3 чорна тура · c2 біла тура · d1 біла тура · f1 білий ферзь | 5 |
| 4 | c8 білий король · a7 чорний пішак · c7 чорний пішак · d7 білий слон · h7 чорний пішак · d6 чорний король · e6 чорний пішак · f6 чорний слон · g6 білий пішак · b5 чорний кінь · c5 чорний кінь · d5 білий пішак · d4 білий пішак · g4 білий кінь · b3 чорний слон · c3 білий слон · e3 чорний пішак · h3 чорна тура · c2 біла тура · d1 біла тура · f1 білий ферзь | c8 білий король · a7 чорний пішак · c7 чорний пішак · d7 білий слон · h7 чорний пішак · d6 чорний король · e6 чорний пішак · f6 чорний слон · g6 білий пішак · b5 чорний кінь · c5 чорний кінь · d5 білий пішак · d4 білий пішак · g4 білий кінь · b3 чорний слон · c3 білий слон · e3 чорний пішак · h3 чорна тура · c2 біла тура · d1 біла тура · f1 білий ферзь | c8 білий король · a7 чорний пішак · c7 чорний пішак · d7 білий слон · h7 чорний пішак · d6 чорний король · e6 чорний пішак · f6 чорний слон · g6 білий пішак · b5 чорний кінь · c5 чорний кінь · d5 білий пішак · d4 білий пішак · g4 білий кінь · b3 чорний слон · c3 білий слон · e3 чорний пішак · h3 чорна тура · c2 біла тура · d1 біла тура · f1 білий ферзь | c8 білий король · a7 чорний пішак · c7 чорний пішак · d7 білий слон · h7 чорний пішак · d6 чорний король · e6 чорний пішак · f6 чорний слон · g6 білий пішак · b5 чорний кінь · c5 чорний кінь · d5 білий пішак · d4 білий пішак · g4 білий кінь · b3 чорний слон · c3 білий слон · e3 чорний пішак · h3 чорна тура · c2 біла тура · d1 біла тура · f1 білий ферзь | c8 білий король · a7 чорний пішак · c7 чорний пішак · d7 білий слон · h7 чорний пішак · d6 чорний король · e6 чорний пішак · f6 чорний слон · g6 білий пішак · b5 чорний кінь · c5 чорний кінь · d5 білий пішак · d4 білий пішак · g4 білий кінь · b3 чорний слон · c3 білий слон · e3 чорний пішак · h3 чорна тура · c2 біла тура · d1 біла тура · f1 білий ферзь | c8 білий король · a7 чорний пішак · c7 чорний пішак · d7 білий слон · h7 чорний пішак · d6 чорний король · e6 чорний пішак · f6 чорний слон · g6 білий пішак · b5 чорний кінь · c5 чорний кінь · d5 білий пішак · d4 білий пішак · g4 білий кінь · b3 чорний слон · c3 білий слон · e3 чорний пішак · h3 чорна тура · c2 біла тура · d1 біла тура · f1 білий ферзь | c8 білий король · a7 чорний пішак · c7 чорний пішак · d7 білий слон · h7 чорний пішак · d6 чорний король · e6 чорний пішак · f6 чорний слон · g6 білий пішак · b5 чорний кінь · c5 чорний кінь · d5 білий пішак · d4 білий пішак · g4 білий кінь · b3 чорний слон · c3 білий слон · e3 чорний пішак · h3 чорна тура · c2 біла тура · d1 біла тура · f1 білий ферзь | c8 білий король · a7 чорний пішак · c7 чорний пішак · d7 білий слон · h7 чорний пішак · d6 чорний король · e6 чорний пішак · f6 чорний слон · g6 білий пішак · b5 чорний кінь · c5 чорний кінь · d5 білий пішак · d4 білий пішак · g4 білий кінь · b3 чорний слон · c3 білий слон · e3 чорний пішак · h3 чорна тура · c2 біла тура · d1 біла тура · f1 білий ферзь | 4 |
| 3 | c8 білий король · a7 чорний пішак · c7 чорний пішак · d7 білий слон · h7 чорний пішак · d6 чорний король · e6 чорний пішак · f6 чорний слон · g6 білий пішак · b5 чорний кінь · c5 чорний кінь · d5 білий пішак · d4 білий пішак · g4 білий кінь · b3 чорний слон · c3 білий слон · e3 чорний пішак · h3 чорна тура · c2 біла тура · d1 біла тура · f1 білий ферзь | c8 білий король · a7 чорний пішак · c7 чорний пішак · d7 білий слон · h7 чорний пішак · d6 чорний король · e6 чорний пішак · f6 чорний слон · g6 білий пішак · b5 чорний кінь · c5 чорний кінь · d5 білий пішак · d4 білий пішак · g4 білий кінь · b3 чорний слон · c3 білий слон · e3 чорний пішак · h3 чорна тура · c2 біла тура · d1 біла тура · f1 білий ферзь | c8 білий король · a7 чорний пішак · c7 чорний пішак · d7 білий слон · h7 чорний пішак · d6 чорний король · e6 чорний пішак · f6 чорний слон · g6 білий пішак · b5 чорний кінь · c5 чорний кінь · d5 білий пішак · d4 білий пішак · g4 білий кінь · b3 чорний слон · c3 білий слон · e3 чорний пішак · h3 чорна тура · c2 біла тура · d1 біла тура · f1 білий ферзь | c8 білий король · a7 чорний пішак · c7 чорний пішак · d7 білий слон · h7 чорний пішак · d6 чорний король · e6 чорний пішак · f6 чорний слон · g6 білий пішак · b5 чорний кінь · c5 чорний кінь · d5 білий пішак · d4 білий пішак · g4 білий кінь · b3 чорний слон · c3 білий слон · e3 чорний пішак · h3 чорна тура · c2 біла тура · d1 біла тура · f1 білий ферзь | c8 білий король · a7 чорний пішак · c7 чорний пішак · d7 білий слон · h7 чорний пішак · d6 чорний король · e6 чорний пішак · f6 чорний слон · g6 білий пішак · b5 чорний кінь · c5 чорний кінь · d5 білий пішак · d4 білий пішак · g4 білий кінь · b3 чорний слон · c3 білий слон · e3 чорний пішак · h3 чорна тура · c2 біла тура · d1 біла тура · f1 білий ферзь | c8 білий король · a7 чорний пішак · c7 чорний пішак · d7 білий слон · h7 чорний пішак · d6 чорний король · e6 чорний пішак · f6 чорний слон · g6 білий пішак · b5 чорний кінь · c5 чорний кінь · d5 білий пішак · d4 білий пішак · g4 білий кінь · b3 чорний слон · c3 білий слон · e3 чорний пішак · h3 чорна тура · c2 біла тура · d1 біла тура · f1 білий ферзь | c8 білий король · a7 чорний пішак · c7 чорний пішак · d7 білий слон · h7 чорний пішак · d6 чорний король · e6 чорний пішак · f6 чорний слон · g6 білий пішак · b5 чорний кінь · c5 чорний кінь · d5 білий пішак · d4 білий пішак · g4 білий кінь · b3 чорний слон · c3 білий слон · e3 чорний пішак · h3 чорна тура · c2 біла тура · d1 біла тура · f1 білий ферзь | c8 білий король · a7 чорний пішак · c7 чорний пішак · d7 білий слон · h7 чорний пішак · d6 чорний король · e6 чорний пішак · f6 чорний слон · g6 білий пішак · b5 чорний кінь · c5 чорний кінь · d5 білий пішак · d4 білий пішак · g4 білий кінь · b3 чорний слон · c3 білий слон · e3 чорний пішак · h3 чорна тура · c2 біла тура · d1 біла тура · f1 білий ферзь | 3 |
| 2 | c8 білий король · a7 чорний пішак · c7 чорний пішак · d7 білий слон · h7 чорний пішак · d6 чорний король · e6 чорний пішак · f6 чорний слон · g6 білий пішак · b5 чорний кінь · c5 чорний кінь · d5 білий пішак · d4 білий пішак · g4 білий кінь · b3 чорний слон · c3 білий слон · e3 чорний пішак · h3 чорна тура · c2 біла тура · d1 біла тура · f1 білий ферзь | c8 білий король · a7 чорний пішак · c7 чорний пішак · d7 білий слон · h7 чорний пішак · d6 чорний король · e6 чорний пішак · f6 чорний слон · g6 білий пішак · b5 чорний кінь · c5 чорний кінь · d5 білий пішак · d4 білий пішак · g4 білий кінь · b3 чорний слон · c3 білий слон · e3 чорний пішак · h3 чорна тура · c2 біла тура · d1 біла тура · f1 білий ферзь | c8 білий король · a7 чорний пішак · c7 чорний пішак · d7 білий слон · h7 чорний пішак · d6 чорний король · e6 чорний пішак · f6 чорний слон · g6 білий пішак · b5 чорний кінь · c5 чорний кінь · d5 білий пішак · d4 білий пішак · g4 білий кінь · b3 чорний слон · c3 білий слон · e3 чорний пішак · h3 чорна тура · c2 біла тура · d1 біла тура · f1 білий ферзь | c8 білий король · a7 чорний пішак · c7 чорний пішак · d7 білий слон · h7 чорний пішак · d6 чорний король · e6 чорний пішак · f6 чорний слон · g6 білий пішак · b5 чорний кінь · c5 чорний кінь · d5 білий пішак · d4 білий пішак · g4 білий кінь · b3 чорний слон · c3 білий слон · e3 чорний пішак · h3 чорна тура · c2 біла тура · d1 біла тура · f1 білий ферзь | c8 білий король · a7 чорний пішак · c7 чорний пішак · d7 білий слон · h7 чорний пішак · d6 чорний король · e6 чорний пішак · f6 чорний слон · g6 білий пішак · b5 чорний кінь · c5 чорний кінь · d5 білий пішак · d4 білий пішак · g4 білий кінь · b3 чорний слон · c3 білий слон · e3 чорний пішак · h3 чорна тура · c2 біла тура · d1 біла тура · f1 білий ферзь | c8 білий король · a7 чорний пішак · c7 чорний пішак · d7 білий слон · h7 чорний пішак · d6 чорний король · e6 чорний пішак · f6 чорний слон · g6 білий пішак · b5 чорний кінь · c5 чорний кінь · d5 білий пішак · d4 білий пішак · g4 білий кінь · b3 чорний слон · c3 білий слон · e3 чорний пішак · h3 чорна тура · c2 біла тура · d1 біла тура · f1 білий ферзь | c8 білий король · a7 чорний пішак · c7 чорний пішак · d7 білий слон · h7 чорний пішак · d6 чорний король · e6 чорний пішак · f6 чорний слон · g6 білий пішак · b5 чорний кінь · c5 чорний кінь · d5 білий пішак · d4 білий пішак · g4 білий кінь · b3 чорний слон · c3 білий слон · e3 чорний пішак · h3 чорна тура · c2 біла тура · d1 біла тура · f1 білий ферзь | c8 білий король · a7 чорний пішак · c7 чорний пішак · d7 білий слон · h7 чорний пішак · d6 чорний король · e6 чорний пішак · f6 чорний слон · g6 білий пішак · b5 чорний кінь · c5 чорний кінь · d5 білий пішак · d4 білий пішак · g4 білий кінь · b3 чорний слон · c3 білий слон · e3 чорний пішак · h3 чорна тура · c2 біла тура · d1 біла тура · f1 білий ферзь | 2 |
| 1 | c8 білий король · a7 чорний пішак · c7 чорний пішак · d7 білий слон · h7 чорний пішак · d6 чорний король · e6 чорний пішак · f6 чорний слон · g6 білий пішак · b5 чорний кінь · c5 чорний кінь · d5 білий пішак · d4 білий пішак · g4 білий кінь · b3 чорний слон · c3 білий слон · e3 чорний пішак · h3 чорна тура · c2 біла тура · d1 біла тура · f1 білий ферзь | c8 білий король · a7 чорний пішак · c7 чорний пішак · d7 білий слон · h7 чорний пішак · d6 чорний король · e6 чорний пішак · f6 чорний слон · g6 білий пішак · b5 чорний кінь · c5 чорний кінь · d5 білий пішак · d4 білий пішак · g4 білий кінь · b3 чорний слон · c3 білий слон · e3 чорний пішак · h3 чорна тура · c2 біла тура · d1 біла тура · f1 білий ферзь | c8 білий король · a7 чорний пішак · c7 чорний пішак · d7 білий слон · h7 чорний пішак · d6 чорний король · e6 чорний пішак · f6 чорний слон · g6 білий пішак · b5 чорний кінь · c5 чорний кінь · d5 білий пішак · d4 білий пішак · g4 білий кінь · b3 чорний слон · c3 білий слон · e3 чорний пішак · h3 чорна тура · c2 біла тура · d1 біла тура · f1 білий ферзь | c8 білий король · a7 чорний пішак · c7 чорний пішак · d7 білий слон · h7 чорний пішак · d6 чорний король · e6 чорний пішак · f6 чорний слон · g6 білий пішак · b5 чорний кінь · c5 чорний кінь · d5 білий пішак · d4 білий пішак · g4 білий кінь · b3 чорний слон · c3 білий слон · e3 чорний пішак · h3 чорна тура · c2 біла тура · d1 біла тура · f1 білий ферзь | c8 білий король · a7 чорний пішак · c7 чорний пішак · d7 білий слон · h7 чорний пішак · d6 чорний король · e6 чорний пішак · f6 чорний слон · g6 білий пішак · b5 чорний кінь · c5 чорний кінь · d5 білий пішак · d4 білий пішак · g4 білий кінь · b3 чорний слон · c3 білий слон · e3 чорний пішак · h3 чорна тура · c2 біла тура · d1 біла тура · f1 білий ферзь | c8 білий король · a7 чорний пішак · c7 чорний пішак · d7 білий слон · h7 чорний пішак · d6 чорний король · e6 чорний пішак · f6 чорний слон · g6 білий пішак · b5 чорний кінь · c5 чорний кінь · d5 білий пішак · d4 білий пішак · g4 білий кінь · b3 чорний слон · c3 білий слон · e3 чорний пішак · h3 чорна тура · c2 біла тура · d1 біла тура · f1 білий ферзь | c8 білий король · a7 чорний пішак · c7 чорний пішак · d7 білий слон · h7 чорний пішак · d6 чорний король · e6 чорний пішак · f6 чорний слон · g6 білий пішак · b5 чорний кінь · c5 чорний кінь · d5 білий пішак · d4 білий пішак · g4 білий кінь · b3 чорний слон · c3 білий слон · e3 чорний пішак · h3 чорна тура · c2 біла тура · d1 біла тура · f1 білий ферзь | c8 білий король · a7 чорний пішак · c7 чорний пішак · d7 білий слон · h7 чорний пішак · d6 чорний король · e6 чорний пішак · f6 чорний слон · g6 білий пішак · b5 чорний кінь · c5 чорний кінь · d5 білий пішак · d4 білий пішак · g4 білий кінь · b3 чорний слон · c3 білий слон · e3 чорний пішак · h3 чорна тура · c2 біла тура · d1 біла тура · f1 білий ферзь | 1 |
|   | a | b | c | d | e | f | g | h |   |

FEN: 2K5/p1pB3p/3kpbP1/1nnP4/3P2N1/1bB1p2r/2R5/3R1Q2
1. Qxf6??   1. Qxb5??

1. Bb4!~ 2. Bxc5+ Kxd5 3. Sxf6#
1. ... Bf6xd4 2. Qf6!! ~ 3. Qxe6#
       2. ...Bxf6 3. Bxc5#
       2. ... Kxd5 3. Qe5#
1. ... Sb5xd4 2. Qb5!! ~ Qc5#
       2. Sxb5 3. Bxc5#
       2. ... Kxd5 3. Qc6#